# MAGIC-Teleskope

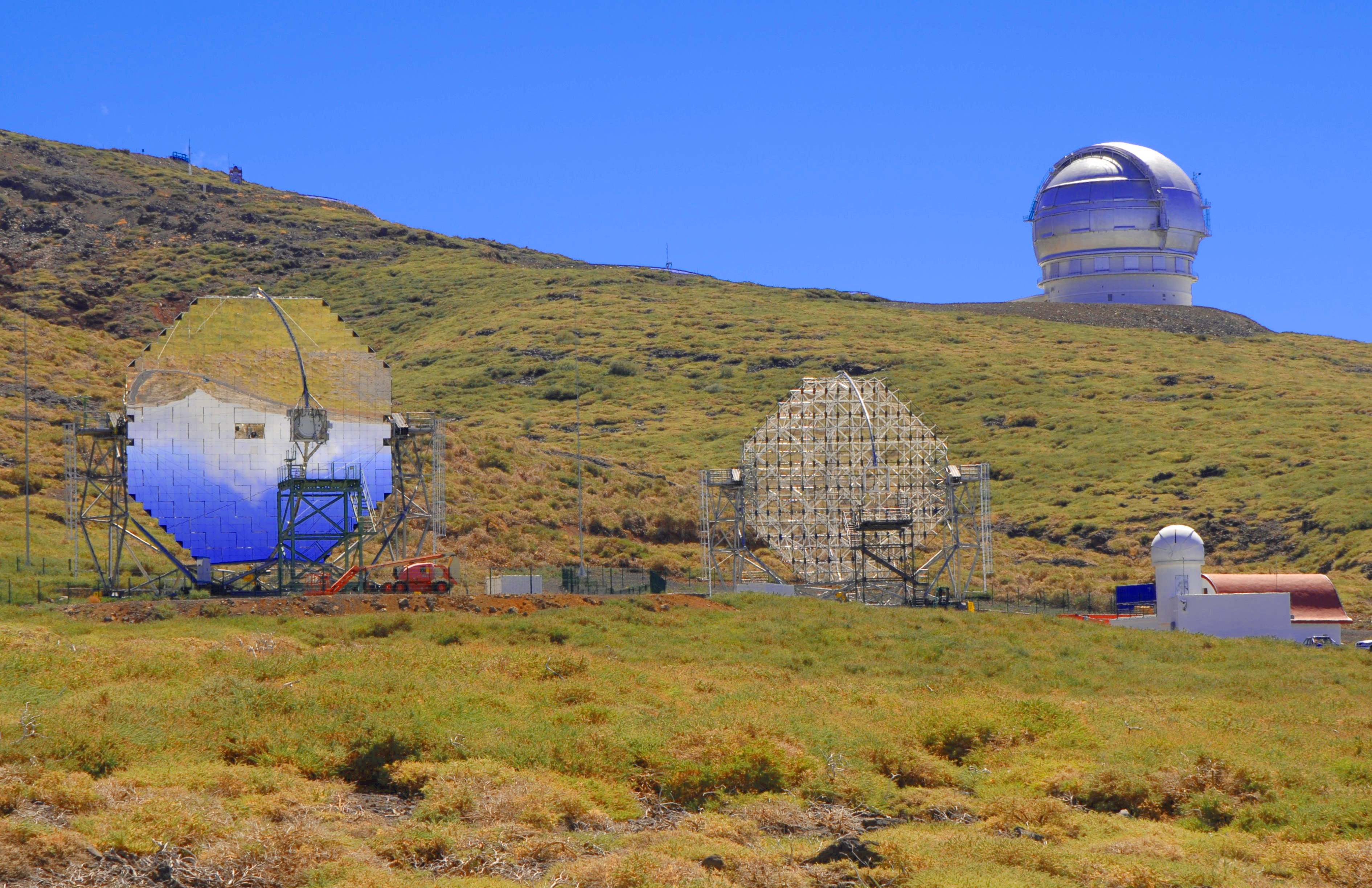
MAGIC-Teleskope

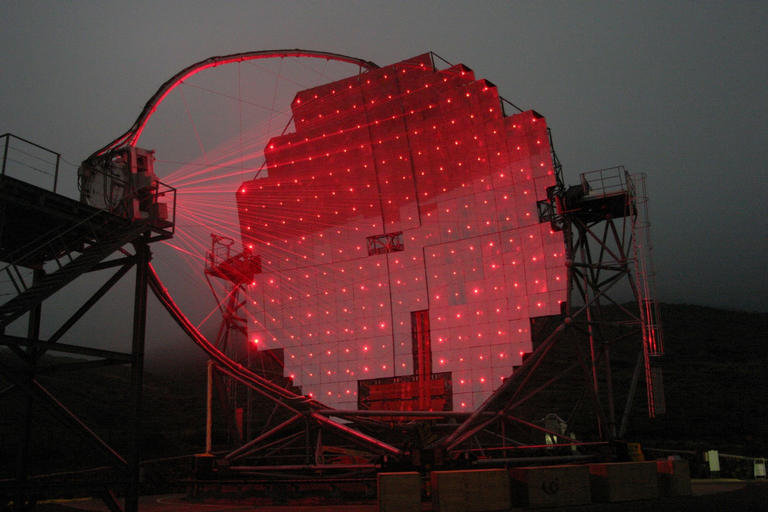
MAGIC-Teleskop bei Nacht mit eingeschalteten Justierlasern.

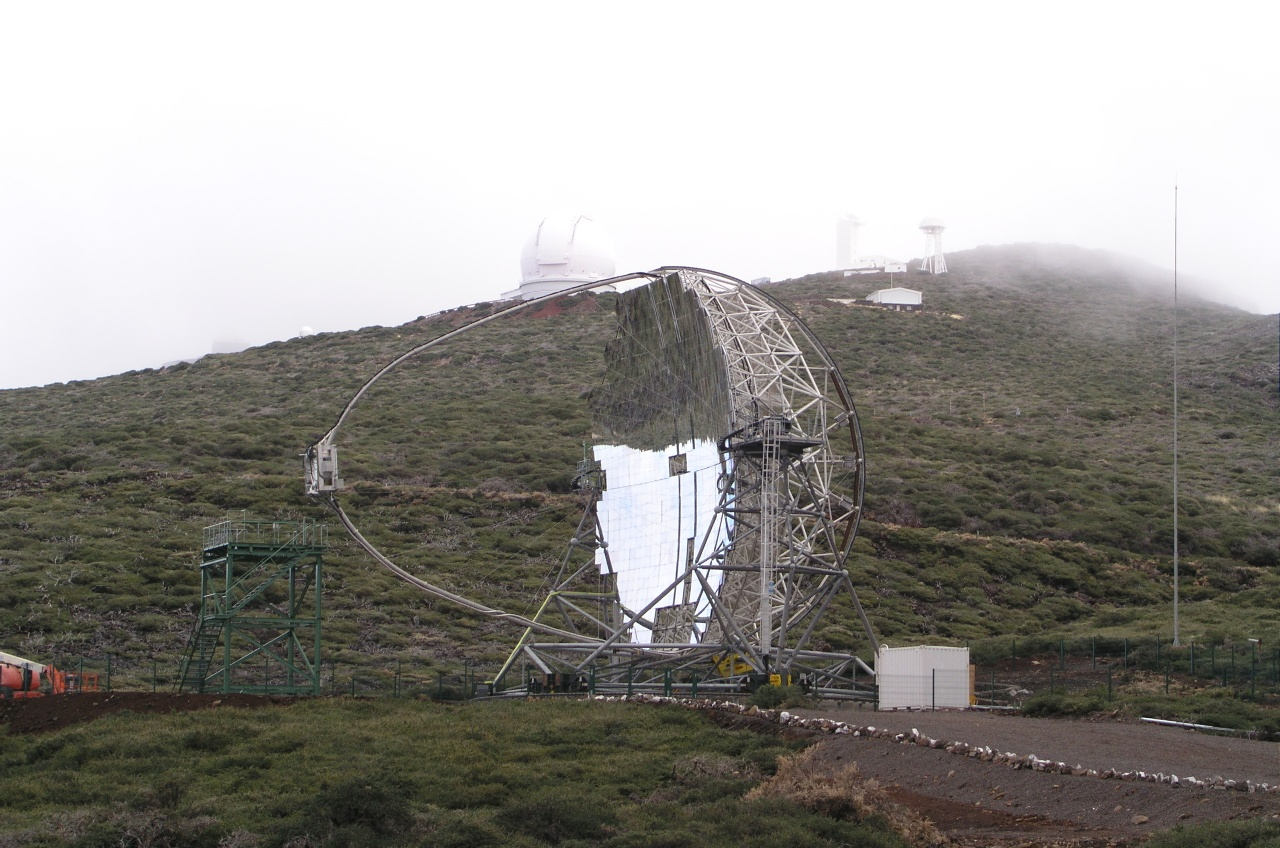
MAGIC-Teleskop

Die beiden MAGIC-Teleskope (engl.: Major Atmospheric Gamma-Ray Imaging Cherenkov Telescopes) waren bis zum Bau der LST-Teleskope die weltgrößten Luft-Tscherenkow-Teleskope. Sie stehen auf dem Roque de los Muchachos in über 2200 m Höhe auf der Kanarischen Insel La Palma.
Als Teil des Roque-de-los-Muchachos-Observatoriums befinden sich in seiner Umgebung eine ganze Reihe von weiteren Teleskopen, unter anderem das Vorgängerexperiment HEGRA. Das erste MAGIC-Teleskop (heute MAGIC I) wurde 2004 in Betrieb genommen. Seit 2009 arbeitet in unmittelbarer Nachbarschaft das Schwesterteleskop MAGIC II.

## Arbeitsweise
MAGICs Instrumente sind in der Lage, kosmische Gammastrahlung im Bereich zwischen 30 GeV und 30 TeV indirekt zu beobachten. Sie schließen hierdurch die Lücke zwischen den großen erdgebundenen Gammateleskopen (Detektionsbereich oberhalb von 300 GeV) und den Satelliten, die zur Detektion von Gammastrahlung zwischen einigen keV und wenigen GeV eingesetzt werden. Gammastrahlung in diesem Bereich wird in der Regel von rotierenden Schwarzen Löchern und Neutronensternen emittiert. Auch die Beobachtung der Teilchen der Dunklen Materie liegt hier im Bereich des Möglichen.
MAGIC detektiert in den von kosmischen Gammateilchen ausgelösten Teilchenschauern in der Atmosphäre das sogenannte Tscherenkow-Licht. Anhand der unterschiedlichen Form dieser Tscherenkow-Blitze von nur wenigen Millisekunden Dauer können dabei Gammateilchen und andere auslösende Teilchen unterschieden werden. Die Kameras von MAGIC sind in der Lage, einzelne Tscherenkow-Lichtquanten nachzuweisen.

## Ziele
Das MAGIC-Projekt hat den Auftrag, eine Reihe von Zielen zu untersuchen:
- aktive galaktische Kerne (AGN, Active Galactic Nuclei)
- Supernova-Überreste
- verschiedene unidentifizierte Quellen mit geringerer Energie
- Gammablitze (Gamma Ray Bursts)

## Technische Daten
Die meisten verwendeten Instrumente waren vor einiger Zeit noch nicht verfügbar und sind zum Teil speziell für MAGIC entwickelt worden. Insbesondere werden auch Nachweismethoden verwendet, die bislang hauptsächlich in Teilchenbeschleunigerexperimenten verwendet worden sind. Dies bezieht sich auf besonders leistungsfähige Komponenten des Netzwerks, Computer, Elektronik und Datenverarbeitung, die benötigt werden, um die zum Teil sehr großen Datenmengen zu verarbeiten.

### Kennzahlen zum  MAGIC-Teleskop
- Aktive Spiegeloberfläche 239 m², bestehend aus 50 cm × 50 cm großen Aluminiumspiegeln
- leichtes und stabiles Gerüst aus kohlenstofffaserverstärktem Kunststoff
- Detektor mit einem Durchmesser von 1,05 m
- Aufhängung des Detektors mit dünnen Kabeln und in einem Rahmen aus Aluminium
- Datenübertragung vom Detektor erfolgt über Glasfaser
- Detektor so leicht wie möglich, enthält nur Verstärker und Laseransteuerung
- Digitalisierung erfolgt mit einem AD-Umsetzer mit einer Abtastrate von 2 GHz
- Masse des gesamten Teleskops ca. 40 t
- 20 Sekunden Reaktionszeit, mit der das Teleskop auf jeden Punkt am Himmel ausgerichtet werden kann

### Detektor
Der Detektor besteht aus einer kreisförmigen Fläche, die in der Mitte 396 einzelne 1-Zoll-Photomultiplier mit je 18 mm Durchmesser enthält, die dann von 180 Stück 1,5-Zoll-Photomultipliern umgeben sind.

### Verbesserung durch MAGIC II

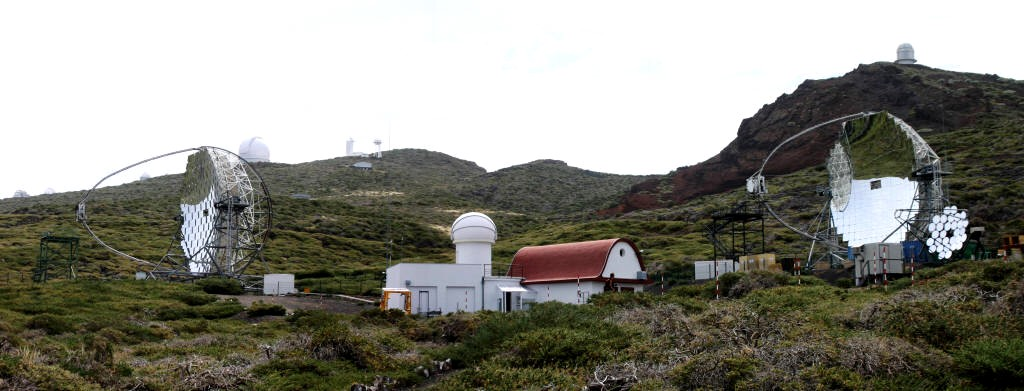
MAGIC (links) und MAGIC II (rechts)

In 85 m Entfernung zum MAGIC-Teleskop wurde bis zum Juni 2009 ein weiteres Tscherenkow-Teleskop (MAGIC II) errichtet. Es ist mit MAGIC I bis auf die Aluminium-Reflektoren baugleich. Diese haben 1 m Seitenlänge und haben deshalb die vierfache Fläche. Das Ziel dieser Erweiterung ist es, die geringe Photonenausbeute niederenergetischer Schauer zu verbessern. Durch die parallele Beobachtung von Luftschauern mit beiden Teleskopen wird die Nachweisgrenze von Tscherenkow-Blitzen um den Faktor 3 verbessert, wodurch auch schwächere Gammaquellen detektiert werden können.
Die beiden Teleskope MAGIC I und MAGIC II sind dem deutschen Astrophysiker Florian Goebel gewidmet, der am 10. September 2008, während Arbeiten am Teleskop MAGIC II bei einem tragischen Unfall sein Leben verlor.

## Mitglieder der Zusammenarbeit
Am MAGIC-Teleskop-Projekt arbeiten verschiedene Institute und Gruppen zusammen:
- Instituto de Astrofisica de Andalucia, Granada
- Institut de Física d'Altes Energies, Barcelona
- Autonome Universität Barcelona
- CERN, Genf
- Instituto de Astrofisica de Canarias
- INAF – National Institute for Astrophysics, Rom
- Croatian MAGIC consortium, Zagreb
- Deutsches Elektronen-Synchrotron (DESY) Zeuthen
- Technische Universität Dortmund
- Institut de Ciencies de l'Espai (IEEC-CSIC), Bellaterra, Spanien
- Division of Experimental Physics, Universität Lodz
- Universität Complutense Madrid, Madrid
- ETHZ, Zürich
- UNIGE, Genf
- Dipartimento di Fisica, Universität Padua and INFN sez. di Padova
- Dipartimento di Fisica, Universität Siena and INFN sez. di Pisa
- Institute for Nuclear Research and Nuclear Energy, Sofia
- Tuorla Observatory, Pikkiö, Finnland
- Dipartimento di Fisica – Universität Udine und INFN Triest
- Universität Würzburg
- Institut für Teilchenphysik, Eidgenössische Technische Hochschule Zürich